# Paul och Prosper Henry

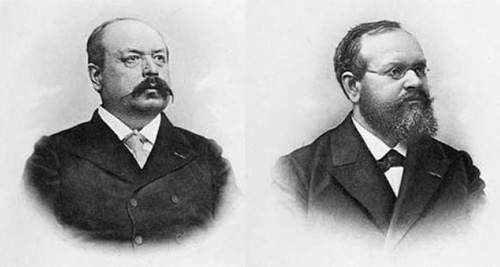
Paul och Prosper Henry.

Paul-Pierre Henry, född 21 augusti 1848, död 4 januari 1905, och Prosper-Mathieu Henry, född 10 december 1849, död 25 juli 1903, var två franska bröder som sysslade med optik och astronomi.
Bröderna Henry utförde med självgjorda instrument banbrytande arbeten inom himmelsfotografin. År 1872 delade de båda på Lalandepriset och 1877 på det första Valzpriset.
Minor Planet Center listar dem som P. P. Henry respektive P. M. Henry och som upptäckare av vardera 7 asteroider mellan 1872 och 1882.
Kratern Henry Frères på månen och Henry-kratern på Mars är uppkallade efter dem båda. Även asteroiden 1516 Henry är uppkallad efter dem.

## Asteroider upptäckta av Paul och Prosper Henry
| 125 Liberatrix  | 11 september 1872 | Prosper |
| 126 Velleda     | 5 november 1872   | Paul    |
| 127 Johanna     | 5 november 1872   | Prosper |
| 141 Lumen       | 13 januari 1875   | Paul    |
| 148 Gallia      | 7 augusti 1875    | Prosper |
| 152 Atala       | 2 november 1875   | Paul    |
| 154 Bertha      | 4 november 1875   | Prosper |
| 159 Aemilia     | 26 januari 1876   | Paul    |
| 162 Laurentia   | 21 april 1876     | Prosper |
| 164 Eva         | 12 juli 1876      | Paul    |
| 169 Zelia       | 28 september 1876 | Prosper |
| 177 Irma        | 5 november 1877   | Paul    |
| 186 Celuta      | 6 april 1878      | Prosper |
| 227 Philosophia | 12 augusti 1882   | Paul    |